# Flughafen Chitral

i7
i11
i13
Der Flughafen Chitral (Urdu چترال ہوائی اڈا, englisch Chitral Airport, IATA-Code: CJL, ICAO-Code: OPCH) ist der kleine Flughafen von Chitral, der Hauptstadt des gleichnamigen Distriktes in der Provinz Khyber Pakhtunkhwa im Norden Pakistans. Er liegt 3 km nördlich der Stadt auf einer Höhe von 3500 m über Null.
Im Jahr 2012 mussten Maßnahmen ergriffen werden, um illegale Bebauung nahe der Start- und Landebahn zu stoppen, die den laufenden Flugbetrieb gefährdete.